# Josef Schwammberger
Josef Franz Leo Schwammberger (Brixen, anteriormente el condado de Tirol, Imperio austrohúngaro; 14 de febrero de 1912-Ludwigsburg, 3 de diciembre del 2004) fue un miembro destacado de las SS (Schutzstaffel) durante el gobierno nazi en Alemania.
Durante la Segunda Guerra Mundial, fue comandante de varios campos de trabajo de las SS en el distrito de Cracovia (desde finales de agosto de 1942 hasta la primavera de 1944). Josef Schwammberger, un sargento de las SS nazis nacido en 1912 en el Tirol del Sur (Austria), se distinguió desde el inicio de los años cuarenta y hasta el final de la guerra por su apoyo al ejército alemán en varios destinos en la región de Cracovia, al sur de Polonia. Tras la guerra escapó a Argentina ayudado por Hans-Caspar Kreuger, donde vivió oculto por las autoridades locales hasta que finalmente fue capturado y en 1987 extraditado a Alemania; su captura costó al estado alemán de Baden-Württemberg unos 500 000 marcos alemanes.
Durante su juicio, que duró casi un año (1991-1992) negó ser culpable de los crímenes que se le imputaban; simplemente admitió que el "Ghetto A" fue llevado al campo de Przemyśl. El 18 de mayo de 1992 fue condenado por el tribunal regional de Stuttgart (Landgericht) a cadena perpetua en Mannheim. Fue encontrado culpable de siete cargos de asesinato y 32 cargos de colaboración en asesinato.
En agosto del año 2002 el tribunal regional de Mannheim declinó un recurso de apelación debido a la inusual crueldad de sus crímenes; había sido considerado culpable de realizar asesinatos arbitrarios en función de su odio racial hacia los judíos siendo hallado culpable por un tribunal alemán.
Josef Schwammberger murió en el hospital de la prisión Hohenasperg en Ludwigsburg el 3 de diciembre del año 2004, con 92 años.
El principal responsable de llevarlo ante la justicia fue Simon Wiesenthal.